# هوكان الأحمر
هوكان الأحمر (بالسويدية: Håkan Röde هوكان روده)، كان ملكاً للسويد، و حكم لمدة عقد من الزمن في النصف الثاني من القرن الحادي عشر. المعلومات عنه قليلة، و غالباً متناقضة. لا شيء معروف عن عهده.
أكد المؤرخ السويدي أدولف شوك أنه بدلاً من كون بلوت-سوين ملكاً وحيداً، فإن هنالك دلائل تشير إلى أن ذلك قد يكون اسماً آخر للملك هوكان.
لقبه الأحمر جاء من قائمة الملوك في قانون فاستريوتلاند المكتوب في القرن الثالث عشرة. يزعم نفس المصدر في ليفنه، في فستريوتلاند.

## تسلسل التعاقب
بالرغم من التناقضات في المصادر، فإن موقع هوكان كخليفة للملك ستنكيل في خط ملوك السويد مقبول بشكلِ عام على أنه صحيح. سادَ في 1070 على بعض مناطق السويد (خلفاً لهالستن ستنكيلسون و المعروف أيضاً بهالستن)،[بحاجة لمصدر] و على أوبلاند أيضاً من 1075 (خلفاً لأنوند غوردسكه).[بحاجة لمصدر] أهمل خط الملوك في الموسوعة الوطنية السويدية أنوند غوردسكه و يقدم هوكان خليفةً لهالستن ستنكيلسون. تقترح أيضاً الموسوعة الوطنية السويدية على أنه من الممكن قد حكم بالتعاون مع إنغه الأكبر في عقد الـ1080. هنالك رسالة بابوية من غريغوري السابع موجهة إلى إنغي بالاشتراك إما مع هوكان أو هالستن ستنكيلسون كملكي الفستريوتلانديين، و يأمرهم بها بجمع العشور و إرسال كهنة إلى روما ليعلموا أنفسهم.
وفقاً لما جاء في الموسوعة البريطانية: "في نهاية عصر الفايكنغ [قرابة 1050]، أصبحت السويد اتحاد غير محكم من الأقاليم. اندثرت عائلة الملوك القديمة في 1060؛ بعد وفاة آخر صهر لهؤلاء الملوك، ستنكيل في 1066، اندلعت حربٌ أهلية. حوالي 1080، كلاً من ابني ستنكيل، إنغي و هالستن سادا، و [...]." إذا كانت "الحرب الأهلية" هي الوصف المناسب للفترة ما بين 1066 و 1080، فإن الحُكام كانوا في المنطقة الرمادية بين "ملك" و أمير للحرب". وصف هذه الفترة في السويد بأكملها في عملية نقل مسار الحكم على أنه نوع من تعاقب الحكم، يمكن تحقيقه جزئياً مرتكزين على إعادة النظر في التاريخ، و التي تظهر على أنها حدث في اتجاهات متباعدة في أوائل القرن 13، على أبعد تقدير.

### آدم البريمني
في تعليقة لآدم البريمني في كتابه تاريخ أساقفة هامبورغ-بريمن (المكتوب في عقد 1070-بدايات عقد 1080) تقول أن هوكان أُنتخب كملك بعد أن خُلع هالستن بن ستنكيل عن العرش، و أيضاً بعد أن رُفض أنوند غوردسكه.

### قائمة الملوك في قانون فاستريوتلاند
وفقاً لقائمة الملوك في قانون فاستريوتلاند، فإن هوكان قد حكم لمدة 13 عام، كسابقه ستنكيل.

### الملاحم
في ملحمة ماغنوس بارففوت، و التي هي جزء من كتاب هيمسكرينغلا لمؤلفه سنوري سترلسون، يُقدم على أنه خليفة ستنكيل (الذي مات في 1066):

ستنكيل، الملك السويدي، مات في نفس الوقت الذي سقط فيه الملكين هارالد، الملك الذي جاء بعده في سفيتهيود كان يدعى هوكان. بعدئذ إنغه، ابن لستنكيل،
كان ملك، [...]

على نحوِ ممائل، في ملحمة هارفار (القرن 13):
ستنكيل كان لديه يُدعى إنغي، الذي أصبح ملكاً للسويد بعد هوكان.

## الأحجار الرونية

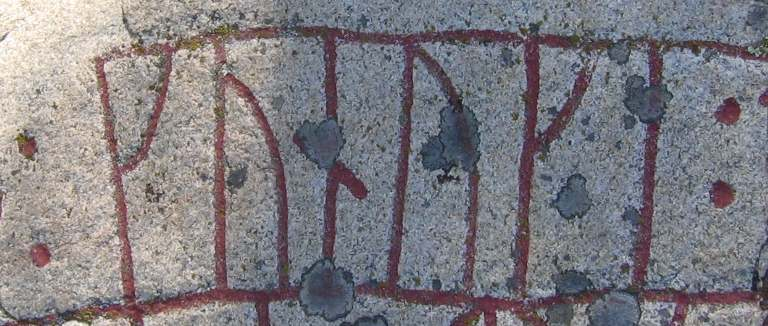
تفاصيل من U 11 تعرض كلمة kunungi أو "ملك."

يُفترض أن هوكان الأحمر هو الذي أمر بنحت الحجر الروني الذي وُجد في هوفغوردن (جزيرة آديلسو في بحيرة مالارين، أوبلاند، السويد).
رقم هذا الحجر الروني هو U 11 في فهرس رونداتا.